# Confronto tra Indonesia e Malaysia
Il Confronto tra Indonesia e Malaysia fra il 1962 e il 1966 fu un'opposizione armata mossa dall'Indonesia alla creazione della Malaysia. Essa è nota anche nel linguaggio mali-indonesiano col nome di Konfrontasi. La creazione della Malesia fu l'amalgama della Federazione di Malaya (oggi Malaysia occidentale) con le colonie della corona e protettorati britannici di Sabah e Sarawak (collettivamente conosciute col nome di Borneo britannico, oggi Malaysia orientale) nel settembre del 1963.
Il confronto fu una guerra non dichiarata, con gran parte delle azioni svoltesi nelle aree di confine tra Indonesia e Malesia orientale sull'isola del Borneo (conosciuta come Kalimantan in Indonesia). Ad ogni modo, Sabah e Sarawak erano etnicamente, religiosamente e politicamente diverse e già vi erano delle opposizioni locali all'unione con la Malesia che l'Indonesia tentò di sfruttare a proprio vantaggio ma con scarso successo.
Il terreno nel Borneo era col tempo radicalmente cambiato e vi erano un gran numero di strade di collegamento che entrambi gli schieramenti utilizzarono per le operazioni di fanteria leggera e per il trasporto aereo, anche se vennero sfruttati anche i fiumi. Non vi fu l'uso offensivo degli aerei. Le forze armate britanniche e malesi diedero prova del maggior impegno di uomini e risorse mentre altre nazioni (Australia e Nuova Zelanda) furono perlopiù tenute come riserva nella Malesia occidentale.
L'iniziale attacco indonesiano alla Malesia orientale venne portato avanti in gran parte dai volontari locali addestrati dall'esercito indonesiano. La principale forza militare impegnata nell'area fu invece quella inglese che giocò un ruolo fondamentale nello scontro, anche se è ad ogni modo risaputo che la Gran Bretagna appoggiasse la Malesia per estendere la propria influenza nell'area. Questa pianificazione delle operazioni portò alla maggiore, l'Operazione Claret, nel 1965 alla quale gli indonesiani poterono opporsi solo in minima parte. Dall'agosto del 1966, a seguito della salita al potere del nuovo presidente indonesiano Suharto, venne raggiunto un accordo di pace secondo il quale finalmente l'Indonesia accettò l'esistenza della Malesia.

## Sfondo storico

### Popolazione e territorio
Nel 1961 l'isola del Borneo era divisa in quattro stati separati. Il Kalimantan, comprendente quattro province indonesiane, era collocato nella parte meridionale dell'isola. Al nord, separato dal Kalimantan da un confine di 1000 miglia, vi era il sultanato del Brunei (protettorato inglese) e due colonie del Regno Unito: il Borneo del Nord (poi rinominato Sabah) ed il Sarawak.
I tre territori sotto il controllo inglese radunavano circa 1.5 milioni di persone, e circa la metà di loro era di etnia Dayak: il Sarawak aveva da solo una popolazione di circa 900 000 persone, mentre il Sabah ne aveva 600 000 ed il Brunei circa 80 000 Tra la popolazione del Sarawak non di etnia Dayak figurava il 31% di cinesi ed il 19% di malesi. Nel Sebah la situazione era attestata al 21% di cinesi ed al 7% di malesi; il Brunei aveva il 28% di popolazione cinese ed il 54% di popolazione malese. Pertanto possiamo capire che vi era una grande percentuale di popolazione nel sud del Sabah, mentre nel Sarawak era florido il commercio gestito dai cinesi. Malgrado il loro forte peso nella popolazione, i Dayak erano divisi in molti villaggi di campagna e non erano politicamente organizzati.
Il Sarawak era diviso in cinque aree amministrative. Il Sabah, la cui capitale era Jesselton (Kota Kinabalu) sulla costa settentrionale, era divisa in diverse Residenze. Il Kalimantan era diviso in quattro province, delle quali il Kalimantan orientale ed il Kalimantan occidentale erano quelle di confine.
Il Borneo, per natura, è ricoperto da una fitta foresta equatoriale che copre l'area centrale contraddistinta da grandi montagne che danno origine a diversi fiumi con cascate e ad un territorio prevalentemente collinare.

### Situazione politica
A parte la conformazione naturale, l'intenzione del Regno Unito era quella di combinare le proprie colonie del Borneo settentrionale con la Federazione della Malesia (che era divenuta indipendente dalla Gran Bretagna nel 1957) e Singapore (che ottenne l'indipendenza nel 1959). Nel maggio del 1961, il Regno Unito ed il governo malese proposero una grande federazione chiamata appunto Malesia, comprendente gli Stati di Malesia, Borneo del Nord (poi Sabah), Sarawak, Brunei e Singapore. Inizialmente, l'Indonesia si dimostrò compiacente nei confronti della Malesia, ma quando a prendere il potere in Indonesia fu il PKI (Partai Komunis Indonesia - Partito Comunista Indonesiano) l'opposizione divenne strenua e forte.
In Brunei, il sultano non era entusiasta di aderire alla Malesia dal momento che non vi avrebbe tratto alcun guadagno e perdipiù le sue riserve di petrolio gli garantivano un'indipendenza finanziaria sufficiente. Successivamente, un politico del Brunei, il dr. AM Azahari bin Sheikh Mahmud, mentre supportò l'unificazione col Borneo del Nord, si oppose alla creazione di una vera e propria federazione.
L'8 dicembre 1962 l'esercito nazionale del Kalimantan del Nord fronteggiò quella che divenne nota come rivolta del Brunei. L'armata era composta da 4 000 uomini che tentarono di catturare il sultano del Brunei, occupando anche i pozzi petroliferi dell'area.
Le forze britanniche di stanza a Singapore risposero prontamente e il fallimento dell'insurrezione divenne acclarato appena 30 ore dopo il suo inizio quando le truppe di Gurkha assicurarono la sicurezza del Brunei e del sultano. Il 16 dicembre, il British Far East Command pretese l'occupazione dei maggiori centri dei ribelli. Molti battaglioni di fanteria della Brigata di Gurkhas vennero impiegati dunque in Brunei: 4 000 Kelabiti della 5ª divisione vennero mobilitati per prevenire la fuga dei ribelli in Indonesia. Le operazioni continuarono sino al 18 maggio 1963 quando venne catturato l'ultimo gruppo di ribelli del TNKU, tra cui il loro comandante.
Il 20 gennaio 1963, il ministro degli esteri indonesiano Subandrio annunciò che l'Indonesia avrebbe proseguito una politica di Konfrontasi con la Malesia il che si concentrò sull'opposizione alla creazione del nuovo Stato. Il 27 luglio 1963 il presidente Sukarno dichiarò che egli sarebbe andato nella direzione di "schiacciare la Malaysia" (Ganyang Malaysia). Le motivazioni di Sukarno sono ancora oggi poco chiare e sono da attribuirsi a fattori come una sorta di "hubris" nei confronti dell'Indonesia a seguito di una fallimentare campagna per l'occupazione della Nuova Guinea olandese nel 1962 o per motivi di influenza politica all'interno dell'area del Borneo o ancora per influenza del PKI. Sukarno comprese che la Malesia sarebbe divenuta uno Stato fantoccio del Regno Unito e che qualsiasi espansione della Malesia avrebbe solo aumentato il controllo britannico sulla regione il che avrebbe avuto implicazioni sulla sicurezza nazionale dell'Indonesia. Allo stesso modo, le Filippine avevano preteso di avere il possesso delSabah adducendo i legami storici tra le Filippine e l'Arcipelago Sulu.
Intenzionati a risolvere le dispute, gli Stati della Malesia si incontrarono con i rappresentanti di Indonesia e Filippine a Manila per alcuni giorni a partire dal 31 luglio 1963. A quello che divenne noto come l'Accordo di Manila, Filippine e Indonesia formalmente accettarono la creazione della Malesia se la maggioranza della popolazione locale avesse votato a favore di questo provvedimento attraverso un referendum presieduto dalle Nazioni Unite.
Ad ogni modo, il Borneo del Nord ed il Sarawak, anticipando un risultato favorevole alla Malesia, dichiararono l'indipendenza nel sesto anniversario del Merdeka Day, 31 agosto 1963, prima che i risultati della votazione potessero essere pubblicati. Il 14 settembre di quell'anno, i risultati portarono alla creazione della Malesia il che venne visto dall'Indonesia come il risultato dell'imperialismo inglese.
Il presidente Sukarno aveva precisato in un quattro discorsi pubblici tra il 1963 ed il 1964 che l'Indonesia non aveva ambizioni territoriali sul Kalimantan settentrionale e che il punto focale dell'Indonesia riguardava unicamente la "restituzione" del Irian occidentale nel gennaio del 1963. Malgrado questo gli eventi poi a Timor Est rivelarono l'influenza voluta dall'Indonesia per il proprio potere coloniale.
Sebbene Sukarno non avesse pretese dirette di incorporare il Borneo del Nord al Kalimantan indonesiano, egli vide la formazione della Malesia come un ostacolo al suo sogno di Maphilindo, un impero Malay che comprendesse Malaya, Filippine e Indonesia. Il presidente delle Filippine inizialmente non si oppose a quest'idea, ma mentre le Filippine non entrarono nel merito dello scontro, decisero comunque di chiudere le loro relazioni diplomatiche con la Malesia.

### L'opposizione del Sarawak
La fine della Seconda Guerra mondiale aveva portato alla fine della dinastia Brooke che governava il Sarawak. Credendo che questo rappresentasse il meglio per il popolo del Sarawak, Charles Vyner Brooke decise di cedere lo Stato alla corona britannica. Sarawak divenne dunque una colonia della corona, governata dal Colonial Office di Londra che girava dei dispacci al governatore del Sarawak.
Il principale movimento contrario alla cessione, che aveva rifiutato la cessione del Sarawak al Regno Unito nel 1946 e che aveva assassinato il diplomatico britannico Duncan Stewart, primo alto commissario del Sarawak, fu una delle cause principali della successiva protesta antimalese che si manifestò nel Sarawak, capeggiata da Ahmad Zaidi Adruce.
Nel Sarawak, rapidamente, erano sorti gruppi politici di sinistra e comunisti sobbillati dalla comunità cinese già a metà degli anni cinquanta, gruppi che successivamente divennero il nucleo attorno al quale si formarono il North Kalimantan People's Army (PARAKU) ed il Sarawak People's Guerilla Forces (PGRS). Questi gruppi supportavano e propagandavano l'unificazione di tutto il Borneo britannico per formare uno Stato indipendente di sinistra. Questa idea venne originariamente proposta da A. M. Azahari, leader del Parti Rakyat Brunei (Brunei People's Party), che aveva dei collegamenti col movimento nazionalista di Sukarno, assieme ad Ahmad Zaidi, a Giava negli anni quaranta. Ad ogni modo, il Brunei People’s Party era favorevole all'unione con la Malesia a condizione che i tre territori unificati avessero ciascuno un proprio sovrano, così da riuscire a resistere alla dominazione degli Stati di Malaya, Singapore o ai mercanti cinesi.
Il Kalimantan settentrionale (o Kalimantan Utara) propose una soluzione alternativa alla decolonizzazione per contrastare i piani della Malesia. L'opposizione locale nei territori del Borneo fu essenzialmente basata sulle differenze economiche, politiche, storiche e culturali tra gli Stati del Borneo e la Malesia, così come il rifiuto di essere soggetti ad un'unica dominazione politica di tutta la penisola.
Sia Azahari che Zaidi andarono in esilio in Indonesia durante il periodo del confronto. Mentre Zaidi fece ritorno nel Sarawak ed il suo status politico venne riabilitato, Azhari rimase in Indonesia sino alla sua morte avvenuta nel 2001.
Nel periodo successivo alla Rivolta del Brunei, i membri rimanenti del TNKU raggiunsero l'Indonesia. Temendo le possibili rappresaglie inglesi (che non vennero mai attuate), molti cinesi comunisti (circa un centinaio), lasciarono il Sarawak. I loro compatrioti rimasti nel Sarawak vennero conosciuti col nome di CCO dagli inglesi o chiamati anche PGRS (Pasukan Gelilya Rakyat Sarawak - Sarawak People's Guerilla Force). Soebandrio si incontrò con un gruppo di potenziali capi a Bogor, e il generale Abdul Nasution inviò tre istruttori dal 2º battaglione dei Resimen Para Komando Angkatan Darat (RPKAD) presso i confini col Sarawak, dove vi erano 300 volontari pronti per l'allenamento. Tre mesi più tardi giunsero anche due luogotenenti.
I membri del PGRS erano in numero di 800 circa, con base a Batu Hitam nel Kalimantan occidentale at Batu Hitam, con un contingente di 120 uomini provenienti dall'intelligence indonesiana e un piccolo gruppo di cinesi. Il PKI (Partito Comunista Indonesiano) era molto in evidenza in questi movimenti ed era guidato da un capo della rivoluzione araba, Sofyan. Il PGRS condusse molti raids nel Sarawak ma trascorse molto tempo ad allenare i propri volontari nel Sarawak. L'esercito indonesiano non approvava però la strategia del PGRS e anzi cercava di evitarlo.

## La guerra

### Posizioni di comando

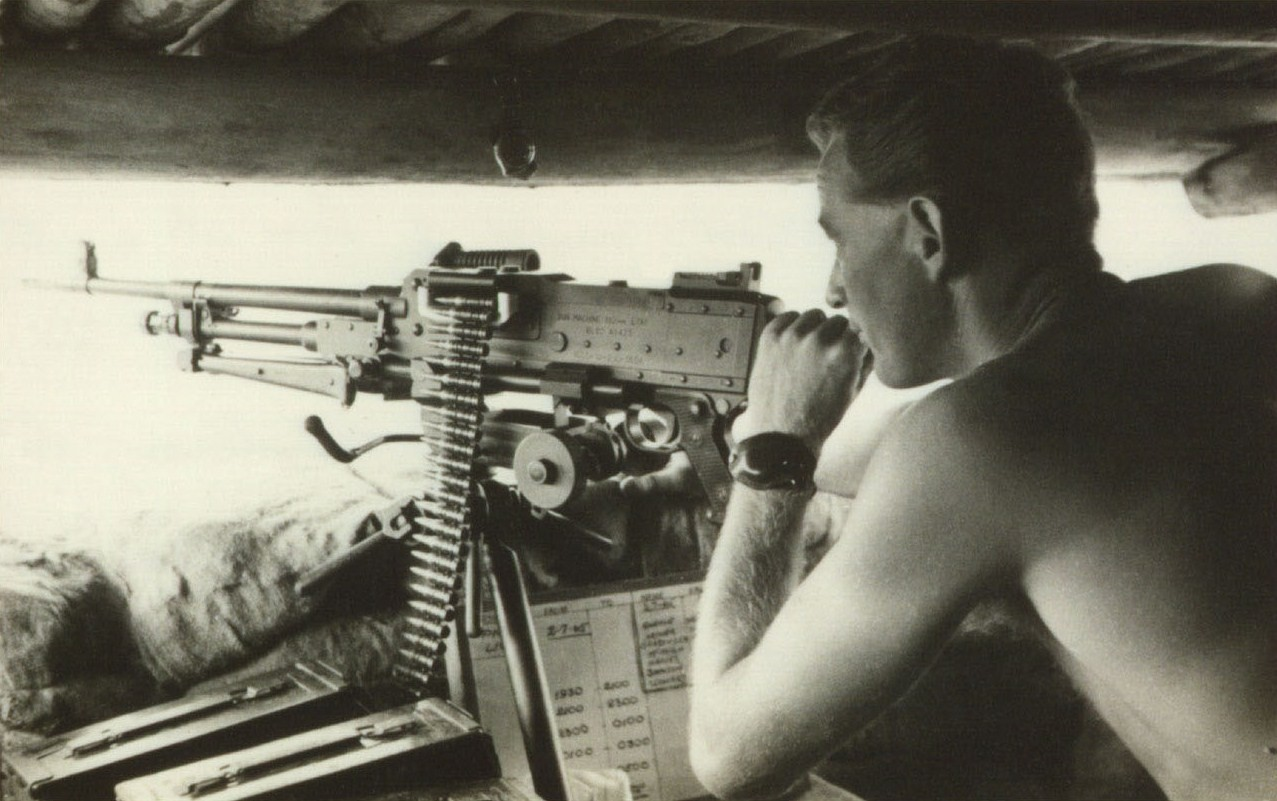
Un soldato australiano mentre usa una mitragliatrice MAG 58 in una postazione fissa.

All'inizio del gennaio del 1963, le forze militari del Borneo del nord, giunte nel dicembre del 1962 in risposta alla Rivolta del Brunei, si trovarono sotto il comando del COMBRITBOR, il maggiore generale Walter Walker, il quale era direttore delle Operazioni del Borneo (DOBOPS) di base sull'isola di Labuan e riportò direttamente al Comandante in Capo delle Forze del Lontano Oriente, l'ammiraglio sir David Luce. Luce venne poi sostituito dall'ammiraglio sir Varyl Begg all'inizio del 1963.
L'autorità politico-militare assieme al Comitato d'Emergenza del Sarawak e del Borneo del Nord erano anche i rispettivi governatori che ricoprivano anche i ruoli di comandanti in capo alle forze delle loro colonie. Nel Brunei venne creato un consiglio di stato che afferiva al sultano.
Dopo l'indipendenza, la suprema autorità cambiò ed il Consiglio Nazionale della Difesa della Malesia venne posto a Kuala Lampur assieme alla Commissione Esecutiva di Stato che venne posta a Sabah e nel Sarawak. La direzione militare delle operazioni aveva sede nello staff generale delle forze armate della Malesia e precisamente nel generale Tunku Osman, e nell'ispettore generale di polizia, sir Claude Fenner.
Le forze britanniche nel Borneo si appoggiavano a un quartier generale di stanza a Kuching che era responsabile per la parte occidentale del Sarawak con le divisioni dalla 1ª alla 4ª, ed un altro quartier generale a Gurkha con la brigata di fanteria nel Brunei per la parte ad est, oltre alla 5ª divisione per il Brunei e per il Sabah. Questi quartieri generali vennero creati dalla base di Singapore sul finire del 1962 in risposta appunto alla Rivolta del Brunei. Le forze di terra, composte da cinque battaglioni di fanteria inglese più un battaglione di Gurkha normalmente di base in Malaya, Singapore e Hong Kong erano affiancati da altri squadroni armati e motorizzati. A metà del 1963, il brigadiere generale Pat Glennie giunse come membro del DOBOPS.
Il supporto navale, al comando del DOBOPS, ee costiere e le più larghe vie d'acqua interne. Di guardia, una fregata o distruttore, venne posto di stazione a Tawau.
Le prime componenti d'aviazione di base nel Borneo consistevano essenzialmente in distaccamenti di squadroni di stanza in Malaya ed a Singapore. Tra questi vi erano i Twin Pioneer ed i Single Pioneer per il trasporto aereo, due o tre Blackburn Beverley e Hastings per il trasporto e circa 12 elicotteri di vario tipo. Uno dei primi cambiamenti di Walker fu di centralizzare il comando delle forze della RAF e di controllare la maggior parte delle operazioni dal proprio quartier generale a Singapore. Altri trasporti aerei di vario tipo stazionarono in Malaya ed a Singapore.
La polizia impiegò anche un gran numero di compagnie paramilitari della Police Field Force.
A questo punto, le forze indonesiane si trovavano sotto il controllo del luogotenente generale Zulkipli a Pontianak, sulla costa ovest del Kalimantan a 200 km dal confine. Gli irregolari indonesiani, guidati da ufficiali dell'esercito regolare dell'Indonesia, erano approssimativamente 1500 con un numero sconosciuto di truppe regolari e difese locali irregolari.

### Tattiche britanniche
Poco aver assunto il comando delle operazioni nel Borneo, il generale Walker inviò delle direttive precise per assicurarsi il successo, basandosi sull'esperienza accumulata nell'Emergenza malese:
- Operazioni unificate (esercito, marina e aviazione cooperanti insieme)
- Informazioni accurate ed in tempo reale (era richiesta la continua conoscenza di informazioni attraverso l'intelligence)
- Velocità, mobilità e flessibilità
- Sicurezza delle basi
- Dominio della giungla
- "Conquistare i cuori e le menti" delle persone (questo obiettivo che enfatizzava la ricerca del consenso tra la popolazione, venne aggiunto molti mesi dopo l'inizio del conflitto).[10]

Walker riconobbe le difficoltà di forze limitati ed all'inizio del 1963 venne rinforzato con uno squadrone SAS dal Regno Unito che fu in servizio per sei mesi. Quando la SAS temporaneamente adottò dei sistemi di pattugliamento composti da 3 uomini anziché da 4 come era di norma, il controllo dell'area non era più totale e pertanto Walker si prodigò perché il collegamento della sorveglianza fosse un punto importante.
Walker decise anche di creare i Border Scouts, un corpo d'ispezione confinario composto da persone di etnia Kelabit, i quali venivano mobilitati per intercettare le forze del TNKU dalla Rivolta del Brunei. Egli utilizzò anche l'esperienza dei Royal Marines così come dei Sarawak Rangers che già avevano operato nell'Emergenza malese. Walker scelse il luogotenente colonnello John Cross, un ufficiale Gurkha con una grandissima esperienza nella giungla, per il controllo di queste forze paramilitari. Venne creato dunque un centro di addestramento nella zona del monte Murat dove tra l'altro aveva sede la 5ª divisione. I Border Scouts vennero uniti ai battaglioni regolari di fanteria e ne acquisirono la strategia.
Le capacità tattica britannica nella giungla vennero largamente sperimentate nell'ambito dell'Emergenza malese contro un nemico di molto più abituato ad un tale ambiente e in grado di sopravvivere diversi giorni senza rifornimenti. Per essere impercettibili gli inglesi si imposero l'assoluto silenzio (segnali a mano, non equipaggiamento rumoroso) ed una pratica odour free ovvero che tutti i profumi erano aboliti, oltre al mangiare cibo freddo per evitare di diffondere odori di cottura intorno.
Nel 1962, alla fine del National Service, i battaglioni di fanteria inglesi si erano riorganizzati in tre compagnie di fucilieri oltre ad una compagnia di supporto con responsabilità logistiche e con una sezione di intelligence. Ciascuna compagnia di fucilieri era composta di 3 plotoni ciascuno da 32 uomini, tutti equipaggiati con mitragliatori leggeri e FN FAL. Le compagnie di supporto avevano ciascuna 6 Ordnance ML 3 inch Mortar (che rimasero in uso sino alla fine del 1965 quando vennero rimpiazzati da 81-mm mortar) organizzati in 3 sezioni, consentendo a ciascuna sezione di passare ai reparti fucilieri se necessario.
La sorveglianza su vasto raggio dell'area fu possibile grazie all'uso di elicotteri dato che le mappe in uso non erano precise circa la parte interna dell'isola o ai riferimenti che si potevano utilizzare per capire in che direzione si stesse procedendo.
Le comunicazioni erano invece un serio problema in quanto i vari reparti non potevano utilizzare comunicazioni radio ma solo la retroguardia. Sino all'arrivo del modello A13 nel 1966, inoltre, l'unica possibilità di comunicare era attraverso il codice Morse.

### 1963
Nell'aprile del 1963, il gruppo che si stava allenando a Nangabadan venne diviso in due parti. Il 12 aprile 1963, un gruppo attaccò la stazione di polizia di Tebedu nella 1ª divisione del Sarawak, a circa 40 chilometri da Kuching e ad appena 2 chilometri dal confine con Kalimantan. Un altro gruppo attaccò il villaggio di Gumbang, a sud-est di Kuching, sul finire del mese, anche se solo la metà dei membri si salvò. Si può dire a questo punto che la "confrontation" ebbe inizio ufficialmente
Per i successivi cinque mesi, la guerriglia cinese portò ad ulteriori raids, attaccando le tipiche case locali. Nel giugno di quell'anno, i plotoni inglesi cercarono di porsi proprio in questi villaggi locali di modo da ridurre il rischio per gli abitanti locali da possibili ritorsioni e attacchi indonesiani.
Il 15 agosto venne riportata un'incursione della 3ª divisione oltre ad una serie di contatti col nemico avuti dal 2/6 Gurkhas.
Nel frattempo, a livello politico, la Malaysia venne formalmente stabilita il 16 settembre 1963. Il Brunei decise di aderire al nuovo Stato, mentre Singapore lasciò la federazione nel 1965 per divenire una repubblica indipendente. L'Indonesia reagì immediatamente e furiosamente a questo fatto e sorsero delle tensioni su entrambi i lati dello Stretto di Malacca e l'ambasciatore malese venne espulso da Giacarta. Due giorni dopo i rivoltosi misero a ferro e fuoco l'ambasciata inglese a Giacarta oltre a saccheggiare le case dei diplomatici singaporiani. In Malesia vennero catturati degli agenti indonesiani e delle folle attaccarono l'ambasciata indonesiana a Kuala Lumpur.
La Battaglia di Long Jawai fu la prima e maggiore incursione per il centro della 3ª divisione, diretta dal luogotenente del RPKAD, Mulyono Soerjowardojo, che era stato inviato a Nangabadan in quell'anno. Circa 200 guerriglieri su 300 navi si mossero verso Long Jawi, un'area a 50 chilometri dal confine con una popolazione di circa 500 individui. L'area rappresentava la giunzione del fiume con le altre vie di comunicazione. Gli avamposti inglesi nel villaggio dovettero spostarsi su una vicina area collinare ma il loro centro di comunicazione rimase nella scuola del villaggio. Le forze inglesi in loco consistevano in 6 Gurkhas, 3 Police Field Force e 21 Border Scouts.
Forze d'ispezione indonesiane entrarono nel villaggio il 26 settembre di quell'anno ma gli inglesi non li riconobbero. Alle 5:00 del 28 settembre 1963 le forze indonesiane aprirono il fuoco attaccando pesantemente il punto di comunicazione uccidendo diversi operatori radio e di polizia. Il combattimento durò quattro ore e data la scarsità di munizioni anche diversi scout iniziarono a retrocedere: molti vennero catturati dagli indonesiani mentre altri si ritirarono nella giungla ma all'interno del villaggio gli indonesiani compirono saccheggi e uccisero dieci Border Scout catturati.
La perdita delle comunicazioni fece sì che il quartier generale 1/2 Gurkhas impiegasse due mesi per ricevere la notizia dell'attacco, ma la reazione fu immediata con l'utilizzo di tutti gli elicotteri Wessex nella zona e si scoprirono i corpi torturati di 7 Border Scout. Durante i successivi scontri morirono 33 indonesiani.
L'errore fatto a Long Jawi nel non riconoscere i nemici tra la popolazione del villaggio, portò ad un cambiamento di strategia nelle file inglesi, preferendo dunque concentrarsi sul reparto di intelligence che sulle forze paramilitari. La situazione venne enfatizzata dallo stesso generale Walker con la campagna di conquista "dei cuori e delle menti della popolazione". Del resto, gli indonesiani avevano perso la fiducia presso la popolazione locale, soprattutto dopo il saccheggio dei villaggi. Per il resto dello scontro, dunque, furono essenzialmente i civili a informare le truppe inglesi dei movimenti di quelle indonesiane che avessero visto.
La creazione della Malesia inoltre apportò l'esercito malese a essere impiegato nel Borneo (oggi Malesia orientale). Il 3º battaglione dei Royal Malay Regiment (RMR) si recò a Tawau nel Sabah dove già si trovava una compagnia di King's Own Yorkshire Light Infantry, mentre la 5ª e la 1ª divisione furono nel Sarawak. Il brigadiere Glennie, responsabile dell'area est conosceva bene i rischi locali e soprattutto il fatto che i numerosi fiumi e porti attorno a Tawau ne facevano un facile bersaglio. Egli organizzò dunque delle forze anfibie che presero il nome di Tawau Assault Group (TAG). La formazione della Malesia portò ad un accrescersi delle azioni militari dell'Indonesia con l'invio di élite militari al fronte come i Korps Komando Operasi (KKO).
I KKO si scontrarono ad esempio sull'isola di Sebatik con le truppe locali incendiando il 17 ottobre di quell'anno l'intero villaggio di Sabah vestiti da civili.
A Kalabakan, poco distante da Tawau, vi era una stazione di polizia fortificata con due capanne fortificate e circa 50 soldati stabili con un comandante di compagnia. Nel dicembre di quell'anno, una forza di 35 KKO e 128 volontari attraversarono Sabah e rimasero nel pantano della giungla per i successivi 8 giorni senza essere identificati. La missione consisteva nel prendere la fortezza di Kalabakan e quindi di spostarsi verso Tawau per ricongiungersi con degli indonesiani espatriati. Alle 23:00 del 29 dicembre le posizioni degli RMR vennero attaccate di sorpresa con 8 morti tra cui il comandante e 19 feriti. L'attacco però fallì e poco dopo gli attaccanti si spostarono a est per sopperire anche alle pesanti perdite subite (due terzi dei KKO che parteciparono all'azione vennero catturati o uccisi).
TAG divenne una vera e propria compagnia di fanteria e venne insediata sul posto oltre ad appoggiarsi ad una batteria proveniente da Hong Kong. Il corpo dominava l'intera area e stabilirono delle posizioni sul confine presso Wallace Bay. I TAG si dotarono anche di uno spazzamine dal momento che non vi erano al momento altre navi disponibili per la navigazione sulla costa. Ad ovest il battaglione di RPKAD inviò due compagnie, una di paracadutisti a Nangabadan mentre un'altra di rifornimenti a Senaning. Il loro compito era quello di perlustrare il confine ma non di attraversarlo, compito che invece venne assegnato al 328 Raider Battalion, che giunse nell'ottobre di quell'anno, lavorando assieme ai membri del TNKU. Nel novembre 1963 il battaglione iniziò a compiere dei piccoli raids oltre confine e venne inviata una nuova compagnia dal RPKAD. Sul finire del dicembre di quell'anno la compagnia si imbarcò per un attacco a Kuching, ma solo 20 uomini attraversarono il confine il 1º gennaio 1964, scontrandosi con i Royal Marine e subendo due perdite.

### 1964
Il deliberato attacco ad opera delle forze indonesiane alle truppe della Malesia mise in evidenza il piato "anti-imperialista" di Sukarno, anche se il governo indonesiano cercò di prendere le distanze dagli atti compiuti. Successivamente fu lo stesso Sukarno a lanciare un'offerta di pace e nel gennaio del 1964 si dichiarò pronto ad un cessate il fuoco. Le discussioni iniziarono a Bangkok, ma sul confine continuarono ancora delle violazioni territoriali e pertanto gli accordi fallirono. I contatti ripresero verso la metà dell'anno a Tokyo ma senza grandi risultati a seguito.
Durante l'anno, gli eventi mutarono: la 99 Gurkha Infantry Brigade giunse da Singapore in sostituzione della 3 Commando Brigade a Kuching. Giunse inoltre la 3rd Malaysian Infantry Brigade per prendere il posto della East Brigade a Tawau, e la 51 Gurkha Infantry Brigade giunse dal Regno Unito per prendere il comando dell'area di competenza della Central Brigade assieme alla 4ª divisione del Sarawa che le si aggiunse. Il suo quartier generale era nel Brunei dove però non si trovavano strade per i suoi battaglioni. All'interno del DOBOPS tutti gli elementi vennero concentrati a Labuan.
In sostanza, a metà del 1964, la situazione era la seguente:
- West Brigade (HQ 99 Gurkha Infantry Brigade), fronte 623 miglia, 5 battaglioni.
- Central Brigade (HQ 51 Gurkha Infantry Brigade), fronte 267 miglia, 2 battaglioni.
- East Brigade (HQ 3 Malesian Brigade), fronte 81 miglia, 3 battaglioni.

Un altro battaglione malese venne aggiunto alla East Brigade a metà dell'anno, e poi venne seguito da un terzo oltre ad uno squadrone di batteria e ricognitori. Questo portò le forze totali a 12 battaglioni, diverse batterie e due squadroni di ricognitori.
Nel 1964 la tattica di azione delle forze inglesi cambiò. Gran parte delle basi, infatti, venne fortificata o spostata non lontano da alcuni villaggi che disponevano anche di aree per l'atterraggio dei velivoli. Ciascuna base, di norma, aveva dei mortai e cannoni spostabili per evitare le incursioni. Ad ogni modo l'area continuò ad essere dominata con un pattugliamento attivo realizzato con elicotteri.
Il supporto degli elicotteri, dei Belvedere e dei Whirlwind, oltre agli Wessex, venne portato a 40 ma ancora non era sufficiente a coprire l'intera area da sorvegliare. Sul finire dell'anno giunsero altri dodici Whirlwinds. Questi elicotteri adottarono delle basi precedentemente inutilizzabili come quella di Nanga Gat presso il fiume Rajang. L'espansione dell'Army Air Corps (AAC) venne creata con platoni di 2 o 3 Westland Sioux inclusi diversi battaglioni di fanteria.
Dall'altra parte anche l'aviazione indonesiana operò il trasporto aereo soprattutto nelle aree interne montuose o sopra i fiumi difficilmente navigabili da grandi navi. Pur avendo a disposizione un numero maggiore di velivoli rispetto alle forze del Commonwealth, molti di questi non avevano eguale capacità di trasporto.
Gli indonesiani in aggiunta persero un C-130 nel Borneo il 26 settembre 1965 non distante da Long Bawang, velivolo che venne colpito per errore dalla contraerea indonesiana credendolo un aereo delle forze inglesi: esso trasportava dei rinforzi per le truppe dell'Indonesia e molti di questi soldati riuscirono a paracadutarsi all'esterno prima dello schianto del velivolo.
La presenza navale era composta essenzialmente da spazzamine e da altre navi leggere a pattuglia della costa.
Nel luglio di quell'anno vi furono 34 tentativi di aggressione indonesiani, di cui 13 passaggi del fronte solo in Borneo. Questo era il fatto indicativo che segnalava come le forze indonesiane stessero riorganizzandosi, sebbene sul finire dell'anno le incursioni diminuirono sensibilmente.
Nel 1964 le operazioni dell'Indonesia, gran parte con base a Sumatra, vennero lanciate contro la Malesia occidentale e non coinvolsero direttamente l'esercito indonesiano.
Sul finire dell'anno il governo inglese approvò il dispiegamento di molte unità strategiche dell'esercito per una maggior organizzazione delle forze sul territorio, favoriti dal sempre minor consenso che Sukarno stava collezionando appoggiandosi al Partito Comunista Indonesiano che creava malessere e scontento all'interno dell'esercito dell'Indonesia.

### 1965
All'inizio del 1965, sia l'Australia che la Nuova Zelanda si accordarono per utilizzare le loro forze nel Borneo, gran parte al fianco della 28 Commonwealth Brigade nella Malesia occidentale. La batteria australiana della brigata venne impiegata a rotazione con le altre batterie inglesi provenienti da Singapore. Queste unità, assieme a quelle già di base, facilitarono la pressione della forze del Commonwealth nel Borneo contro gli indonesiani.
Nel 1965 inoltre giunsero armamenti più leggeri come ad esempio i fucili AR-15 o i lanciagranate M79.
Nel marzo del 1965 il maggiore generale Walter Walker, DOBOPS, cedette l'incarico al maggiore generale George Lea che aveva trascorso 3 anni al comando della 22 SAS durante l'emergenza malese ed era un soldato con una grande esperienza e conoscenza della giungla.
Anche le forze indonesiane vennero rafforzate. Il generale Maraden Pangabean giunse in qualità di comandante del nuovo comando interregionale a Kalimantan; in precedenze egli era stato comandante in servizio in Nuova Guinea. Le unità militari vennero raggruppate come n. 4 Combat Command, col colonnello Supargo in qualità di direttore delle operazioni. La forza indonesiana in questi corpi era di circa 2000 soldati oltre ad un gran numero di simpatizzanti, in particolare nel Brunei dove si trovavano ancora altri membri del TNKU.
Al di fuori del Borneo le azioni degli indonesiani si concentrarono sull'includere dei tentativi di far scoppiare una guerriglia nella Thailandia meridionale tra la popolazione locale e i musulmani residenti.
L'Operation Claret continuò a svilupparsi nell'area e permise delle operazioni profondamente incidenti sul nemico grazie all'applicazione di forze speciali pur stabilendo un "cordon sanitaire" di alcuni chilometri da Kalimantan presso il confine.
Un significativo attacco venne dirottato dal RPKAD verso Plaman Mapu, la base della B Company, 2º battaglione British Parachute Regiment. Questa base era stata identificata come un obbiettivo dal momento che si trovava a circa 1 km dal confine e consentiva rifornimenti costanti alle altre basi del Commonwealth. Le compagnie del RPKAD sbarcarono a Pontiak e marciarono a nord est verso Balai Karangan, a sud di Kuching e di fronte a Plaman Mapu.
L'attacco del RPKAD iniziò alle 5:00 del 27 giugno di quell'anno e venne portato avanti da tre plotoni di B (Ben Huir) Company del 1º battaglione equipaggiati con AK 47, Bren LMGs e Yugoslav 90 mm oltre a compagnie con bangalores e torpedos. Gli indonesiani riuscirono a penetrare nel perimetro durante una pioggia monsonica. Il contrattacco venne lanciato dai parà e si mantenne in battaglia per le successive due ore. I difensori riportarono nella cronaca che gli indonesiani per due volte si raggrupparono e riattaccarono, un significativo cambio nelle strategie di tattica. Gli inglesi uccisero circa 50 indonesiani ma persero anche alcuni uomini durante il combattimento. Malgrado la sconfitta subita, gli indonesiani videro questa battaglia come una vittoria decisiva che seppur con qualche sacrificio aveva compromesso il dominio degli inglesi nell'area e per risposta tutti i comandanti vennero promossi sul campo.
Altre azioni inclusero piccole incursioni sul confine ad est, presso l'Isola Sebatik non lontano da Tawau, Sabah, Il bombardamento condotto da Singapore e definito "MacDonald House bombing" del 10 marzo di quell'anno, uccise 2 persone e ne ferì altre 33 rese chiaro come ormai si stesse passando da un attacco diretto ad uno più indiretto di stampo terroristico.
L'azione più conosciuta dell'operazione Claret fu senz'altro quella del 21 novembre 1965. Una compagnia del 2/10 Gurkhas incontrò un plotone di indonesiani in una posizione intermedia tra Kalimantan e Bau.
Il caporale Rambahadur Limbu, in servizio presso le truppe britanniche, guidò un'avanzata d 16 uomini all'attacco di una postazione di mitraglieri indonesiani godendo del supporto del resto della compagnia durante l'attacco. Capendo il pericolo dell'azione, Limbu fece di tutto per raggiungere la postazione mitragliatrice e la distrusse con una granata coperto in parte dal fuoco amico ma sapendo di esporsi al fuoco nemico. Seguì a quest'azione un'ora abbondante di combattimento tra le due parti in quella che divenne nota come Battaglia di Bau, durante la quale la compagnia inglese lanciò un assalto alla postazione indonesiana. 24 indonesiani vennero uccisi nelle operazioni mentre gli inglesi riportarono solo 3 uomini uccisi e 2 feriti.
Rambahadur Limbu successivamente ricevette la Victoria Cross per il valore della sua azione. Gli altri comandanti del corpo, il capitano Christopher "Kit" Maunsell, il luogotenente Ranjit Rai ed il luogotenente Doug Fox, ricevettero invece la Military Cross.
Il valore sociale di queste azioni fu quello di aiutare i locali nel concetto di "fiducia nel cuore e nella mente" espresso da Walker l'anno precedente. Le unità vennero inoltre incoraggiate da questi gesti e dall'istituzione nel 1966 della Wilkinson Sword of Peace, un'onorificenza di campo per premiare chi si fosse distinto largamente nelle operazioni.

### 1966
Nell'ottobre del 1965 vi fu una ripresa degli scontri nel Borneo. Questo fatto coincise col tentativo di realizzare un colpo di Stato in Indonesia da parte del locale partito comunista. Questo tentativo fallì, ma allertò gli indonesiani circa la situazione politica interna che la loro attività militare nel Borneo aveva lasciato in secondo piano. Il seguito degli eventi portò ad un tentativo di colpo di Stato questa volta portato avanti dall'esercito nel marzo del 1966, una purga anti-comunista che ebbe luogo in Indonesia e portò ad un nuovo governo. Il 28 maggio 1966, alla conferenza di Bangkok, il governo malese con quello indonesiano dichiararono la fine del conflitto latente. Ad ogni modo non era ancora chiaro se il leader del colpo di Stato, Suharto, avesse definitivamente rinunciato alla propria idea e se il Borneo potesse essere dichiarato apertamente terra demilitarizzata. Dal luglio di quell'anno, il governo di Sukarno poté dirsi completamente concluso e la pace venne siglata l'11 agosto.
L'operazione Claret continuò ancora per tutto il marzo del 1966 con altri battaglioni britannici coinvolti in piccoli combattimenti nell'area del Kalimantan. Azioni minori guidate dalle forze indonesiane continuarono lungo il confine.
All'inizio del 1966, con il fallimento del colpo di Stato, il RPKAD si riunì col PGRS nel tentativo di realizzare una guerriglia nel Sabah e nel Sarawak, ma questo tentativo fallì pur ottenendo in parte il supporto di simpatizzanti locali.
L'ultima incursione indonesiana si ebbe nel giugno del 1966.

## La fine del conflitto
I combattimenti proseguirono in tutto quattro anni; ad ogni modo, dopo che il generale Suharto ebbe rimpiazzato il presidente Sukarno, l'interesse dell'Indonesia per la guerra con la Malesia declinò rapidamente. Un fattore utile al contenimento delle forze indonesiane fu l'uso dell'intelligence. I Royal Signals furono in grado di intercettare le comunicazioni militari indonesiane e i cifrari vennero decriptati grazie al Government Communications Headquarters (GCHQ) di stanza a Singapore, col quale il RAF Chia Keng era in contatto diretto con i RAF Far East Air Force headquarters a RAF Changi.
La guerra era stata uno scontro ristretto e limitato con poche perdite e molte acquisizioni per Gran Bretagna e Malesia e mise definitivamente a tacere le pretese dell'Indonesia sulla creazione della Malesia. Sebbene gli indonesiani si servirono di piccoli raid anfibi e operazioni aeree contro la Malaya, la guerra rimase perlopiù terrestre. Il segretario alla difesa inglese di quell'epoca, Denis Healey, descrisse la campagna come "uno dei più efficienti usi delle forze militari nella storia del mondo". Le forze del Commonwealth inglese vennero dispiegate in numero di 17 000 uomini in Borneo, di cui altri 10 000 giunsero dalla Malaya e da Singapore.
I morti delle forze del Commonwealth furono in totale 114 oltre a 181 feriti, gran parte di questi Gurkhas. Tra questo numero gli inglesi uccisi furono 19 e 44 i feriti, i Gurka furono 43 uccisi e 83 feriti, gli australiani ebbero 16 perdite e 9 feriti e la Nuova Zelanda ebbe 7 vite spezzate a causa della guerra e 7 feriti. I restanti morti appartenevano alla polizia, agli scout ed all'esercito della Malesia. Un significativo numero di soldati britannici colpiti dagli eventi bellici si ebbe a causa di incidenti aerei sugli elicotteri. Tra i civili riportiamo 37 caduti, 53 feriti e 4 prigionieri, tutti della popolazione locale.
| Origine       | Uccisi | Feriti |
| Regno Unito   | 19     | 44     |
| Gurkha        | 43     | 83     |
| Australia     | 16     | 9      |
| Nuova Zelanda | 7      | 7      |
| Restanti      | 29     | 38     |
| Totale        | 114    | 181    |

Le perdite per l'Indonesia si attestarono invece a 590 caduti, 222 feriti e 771 prigionieri.

## Ordine di battaglia delle forze del Commonwealth
Le unità che seguono prestarono servizio nel Borneo del Nord, Sarawak o Brunei tra il 24 dicembre 1962 e l'11 agosto 1966, tutti eleggibili dal 1962 alla General Service Medal con la barretta BORNEO. Quanti sono marcati col simbolo * furono di base nel Regno Unito. Le condizioni per il conseguimento della barretta BORNEO erano di aver prestato servizio per 30 giorni nel Brunei, nel Sabah o nel Sarawak o a bordo di navi lungo le acque costiere oppure nelle operazioni d'aviazione. Inoltre venne prevista la barretta MALAY PENINSULA per quanti avessero prestato servizio per un totale di 30 giorni nella penisola Malay o a Singapore tra il 17 agosto 1964 e l'11 agosto 1966.
Oltre alle unità elencate in seguito, tra il 1963 ed il 1966 vi furono 80 navi della Royal Navy, Royal Australian Navy, Royal Malay Navy e Royal New Zealand Navy. Gran parte di queste furono pattugliatori, spazzamine, fregate e distruttori che lavorarono sulla costa contro gli insorgenti indonesiani. Due trasportatori, la HMS Albion e la HMS Bulwark, vennero utilizzate anche durante il periodo del conflitto come trasporto truppe ed elicotteri tra Singapore ed il Borneo.

### Regno Unito
- Royal Navy
  - 40 Commando Royal Marines con base a HMS Sembawang, Singapore
  - 42 Commando Royal Marines con base a HMS Sembawang
  - Sezioni di Special Boat Service
  - Distaccamenti dell'845 Naval Air Squadron (Wessex) con base a HMS Simbang, Singapore
  - Distaccamenti dell'846 Naval Air Squadron (Whirlwind) con base a HMS Simbang
  - Distaccamenti dell'848 Naval Air Squadron (Wessex) con base a HMS Simbang
  - 849 NAS Fairey Gannet AEW su HMS Victorious
- British Army
  - Squadroni di Life Guards
  - Squadroni di 1st The Queen's Dragoon Guards*
  - Squadroni di Queen's Royal Irish Hussars
  - Squadroni di 4th Royal Tank Regiment
  - H Squadrone di 5th Royal Tank Regiment*
  - 4th Light Regiment Royal Artillery (comprendente 29 (Corunna), 88 (Arracan), 97 (Lawsons Company) Light Batteries)*
  - V Light, 132 (Bengal Rocket Troop) Medium Batteries (del 6th Light Regiment Royal Artillery)
  - T (Shah Sujah's Troop) e 9 (Plassey) Light Anti Defence Batteries (del 12th Light Air Defence Regiment)
  - 30 Light Anti Defence Battery (Roger's Company) (del 16th Light Air Defence Regiment)*
  - 53 (Louisburg) Light Anti Aircraft Battery (ora 53 (Louisburg) Battery RA del 22nd Light Air Defence Regiment* (sciolto nel 2004))
  - 11 (Sphinx) Light Anti Defence Battery (del 34th Light Air Defence Regiment)*
  - 40th Light Regiment Royal Artillery (comprendente 38 (Seringapatum), 129 (Dragon), 137 (Java) Light Batteries)*
  - 70 Light, 176 (Abu Klea) Light, 170 (Imjin) Medium Batteries (del 45th Field Regiment Royal Artillery)
  - 8 (Alma), 7 (Sphinx), 79 (Kirkee), 145 (Maiwand), Commando Light Batteries (del 29th e 95th Commando Light Regiments, Royal Artillery)
  - 1st Battalion, Scots Guards
  - Guards Independent Parachute Company
  - 1º battaglione, King's Own Scottish Borderers*
  - 1º battaglione, Gordon Highlanders*
  - 1º battaglione, Royal Ulster Rifles*
  - 1º battaglione, Queen's Own Highlanders
  - 1º battaglione, Queen's Own Buffs, The Royal Kent Regiment
  - 1º battaglione, Durham Light Infantry
  - 1º battaglione, Argyll and Sutherland Highlanders
  - 1º battaglione, Royal Leicestershire Regiment
  - 1º battaglione, King's Own Yorkshire Light Infantry
  - 1st Green Jackets (43rd e 52nd)
  - 2nd Green Jackets, The King's Royal Rifle Corps
  - 3rd Green Jackets, The Rifle Brigade
  - 2nd Battalion, The Parachute Regiment*
  - D Company, 3rd Battalion, The Parachute Regiment*
  - 1º battaglione, Royal Hampshire Regiment*
  - 22 Special Air Service*
  - 1º e 2º battaglione del 2nd Gurkha Rifles
  - 1º e 2º battaglione, 6th Gurkha Rifles;
  - 1º e 2º battaglione, 7th Gurkha Rifles;
  - 1º e 2º battaglione, 10th Gurkha Rifles;
  - Gurkha Independent Parachute Company
  - Distaccamenti del 656 Squadron Army Air Corps
  - varie unità del Corps of Royal Engineers
  - varie unità del Royal Corps of Signals
- RAF
  - Distaccamenti del 15º squadrone RAF Regiment
  - Distaccamenti del 26º squadrone LAA. RAF Regiment di base a RAF Changi, Singapore
  - Distaccamenti 34 Squadron (Beverley) di base a RAF Changi
  - Distaccamenti 48 Squadron (Hastings and Beverley) di base a RAF Changi
  - Distaccamenti 209 Squadron (Pioneer and Twin Pioneer) di base a RAF Seletar, Singapore
  - Distaccamenti 52 Squadron (Valetta) di base a RAAF Butterworth, Malaya
  - Distaccamenti 66 Squadron (Belvedere) di base a RAF Seletar
  - Distaccamenti 103 Squadron (Westland Whirlwind HC 10) di base a RAF Seletar
  - Distaccamenti 110 Squadron (Westland Sycamore then Whirlwind) di base a RAF Seletar
  - Distaccamenti 205 Squadron (AVRO Shackleton MR Mk2) di base a RAF Changi
  - 225 Squadron (Westland Whirlwind HC 2)* di base a RAF Seletar
  - 230 Squadron (Westland Whirlwind HC 10)* di base a RAF Seletar
  - 81 Squadron (Canberra PR 9) di base a RAF Tengah, Singapore
  - 20 Squadron (Hawker Hunter) di base a RAF Tengah
  - 60 Squadron (Gloster Javelin) di base a RAF Tengah
  - 64 Squadron (Gloster Javelin) di base a RAF Tengah
  - 45 Squadron (Canberra) di base a RAF Tengah
  - 74 Squadron (English Electric Lightning) di base a RAF Tengah
  - 15 Squadron Handley Page Victor di base a RAF Tengah ed a RAAF Butterworth
  - 215 Squadron Armstrong Whitworth AW.660 Argosy di base a RAF Changi

### Australia
- 102nd Field Battery, Royal Australian Artillery
- 3rd Battalion, Royal Australian Regiment
- 4th Battalion, Royal Australian Regiment
- Squadroni A e B del Special Air Service Regiment

### Malaysia
- Malaysian Army
  - Squadrone del Malaysian Reconnaissance Regiment
  - Batterie A e B (del 1º reggimento d'artiglieria malese)
  - 3º battaglione, Royal Malay Regiment
  - 5º battaglione, Royal Malay Regiment
  - 8º battaglione, Royal Malay Regiment
  - 1º battaglione, 2° Singapore Infantry Regiment
- Royal Malaysian Navy
  - KD Sri Perak
  - KD Sri Perlis
  - KD Sri Selangor (K3139)
  - KD Hang Tuah (K433)
- Royal Malaysian Air Force
  - Squadrone (Alouette III)
  - Squadrone (Twin Pioneer)
- Royal Federation of Malayan Police
  - Police Special Branch
  - Battaglione di Police Field Force
  - Marine Police Force

### Nuova Zelanda
- 1º battaglione, Royal New Zealand Infantry Regiment
- 1st Ranger Squadron
- No. 14 Squadron RNZAF (Canberra B(I) 12) di base a RAF Tengah (1964–66) con dispiegamenti nel RAF Labuan (1964), RAAF Butterworth(1965), RAF Gong Kedah (1965)[41]
- No. 41 Squadron RNZAF (Bristol Freighter) di base a RAF Changi con distaccamenti nel RAF Kuching durante tutto il periodo della 'Confrontation'[42]

## Riconoscimenti e decorazioni
La tabella che segue raggruppa i riconoscimenti e le decorazioni concesse per atti di valore durante la campagna.
| Reggimento                      | Victoria Cross | Military Cross | Distinguished Conduct Medal | Military Medal |
| ------------------------------- | -------------- | -------------- | --------------------------- | -------------- |
| Royal Marines                   |                | 2              |                             | 5              |
| Royal Artillery                 |                | 2              |                             |                |
| Scots Guards                    |                |                |                             | 1              |
| Royal Leicestershire Regt       |                | 2              |                             |                |
| Staffordshire Regiment          |                | 1              |                             |                |
| Royal Northumberland Fusiliers  |                |                |                             | 1              |
| Argyll & Sutherland Highlanders |                | 1              |                             | 1              |
| Durham Light Infantry           |                | 2              |                             |                |
| Green Jackets                   |                | 4              |                             |                |
| Parachute Regiment              |                |                | 1                           | 2              |
| Special Air Service             |                |                |                             | 1              |
| 2 Gurkha Rifles                 |                | 10             | 1                           | 10             |
| 6 Gurkha Rifles                 |                | 4              |                             | 5              |
| 7 Gurkha Rifles                 |                | 3              |                             | 6              |
| 10 Gurkha Rifles                | 1              | 10             | 2                           | 6              |
| Gurkha Regiment not identified  |                | 2              |                             | 4              |
| Royal New Zealand Artillery     |                | 1              |                             |                |
| Royal Australian Regiment       |                | 4              |                             | 3              |